# Combretum apiculatum
Combretum apiculatum là một loài thực vật có hoa trong họ Trâm bầu. Loài này được Sond. mô tả khoa học đầu tiên năm 1850.